# Gaahlskagg
Gaahlskagg – norweski zespół blackmetalowy powstały w 1998 roku. Założycielami grupy są znani z zespołu Gorgoroth - wokalista Gaahl i gitarzysta Skagg. Muzycy byli jednocześnie członkami zespołu Sigfader. 
Pierwszym wydawnictwem zespołu był split z grupą Stormfront zatytułowany Erotic Funeral Party I, który ukazał się nakładem wytwórni No Colours Records. Rok później, w 2000 roku Gaahlskagg wydał pierwszy album studyjny Erotic Funeral, nagrany w norweskich Grieghallen Studios w 1999 roku.
W 2008 roku zespół był w trakcie nagrywania kolejnej płyty zatytułowanej Av Norrønt Blod, na której gościnnie miał się pojawić wokalista Ørjan "Høest" Stedjeberg (Ragnarok, Taake). 

## Muzycy
Obecny skład zespołu
- Gaahl – śpiew (od 1998)
- Skagg – gitara (od 1998)

Obecni muzycy sesyjni
- Ørjan "Høest" Stedjeberg – śpiew
- Thurzur – perkusja

Byli  muzycy sesyjni
- Bøllo "Tormentor" Heyerdahl – gitara basowa
- Mutt – perkusja
- Herbrand – sample

## Dyskografia
Albumy studyjne
- Erotic Funeral (2000, No Colours Records)

Splity
- Erotic Funeral Party I / Styggmyrs Triumf (1999, z grupą Stormfront, No Colours Records)